# دوجي براون
دوجي براون (7 أغسطس 1940 - 16 أغسطس 2022)، هو ممثل كوميدي إنجليزي. شقيق الممثلة والمغنية لين بيري.

## روابط خارجية
- دوجي براون على موقع IMDb (الإنجليزية)
- دوجي براون على موقع ألو سيني (الفرنسية)
- دوجي براون على موقع أول موفي (الإنجليزية)
- دوجي براون على موقع قاعدة بيانات الأفلام السويدية (السويدية)
- دوجي براون على موقع قاعدة بيانات الفيلم (الإنجليزية)
- دوجي براون على موقع كينوبويسك (الروسية)